# Цурьково
Цурьково (Цуриково) — деревня в Смоленской области России, в Кардымовском районе. Население — 25 жителей (2007 год). Расположена в центральной части области в 3,5 км к югу от Кардымова, на правом берегу реки Хмость. Входит в состав Тюшинского сельского поселения.

## История
Бывшее владельческое село. Во второй половине XIX века было центром Цуриковской волости Смоленского уезда. В 1707 году поляком Станкевичем построена церковь Успения Пресвятой Богородицы (сожжена французами в 1812 году). Позже была построена каменная церковь, строительство начал генерал Станкевич А.С., закончил князь Долгорукий Н.В. В 1859 году – владельческое сельцо с церковью, 30 дворов, в 1904 году – 9 дворов, 50 жителей, сыроваренный завод.

## Достопримечательности
- Курганы на правом берегу реки Хмость.